# Henley-on-Thames
Henley-on-Thames é uma pequena cidade do Reino Unido situada às margens do Rio Tâmisa, no sul de Oxfordshire, Inglaterra, estabelecida no século XII.
Henley notabilizou-se por sediar a primeira edição, em 1829, da Boat Race, a famosa corrida de barcos a remo entre  universidades de Cambridge e Oxford. Atualmente, Henley é um centro de remo famoso mundialmente e todos os anos, no verão, ali se realiza a Henley Royal Regatta, um importante evento no calendário social das classes média e alta da Inglaterra.